# Соги
Соги (яп. 宗祇 Со:ги, 1421—1502) — японский поэт жанра рэнга.

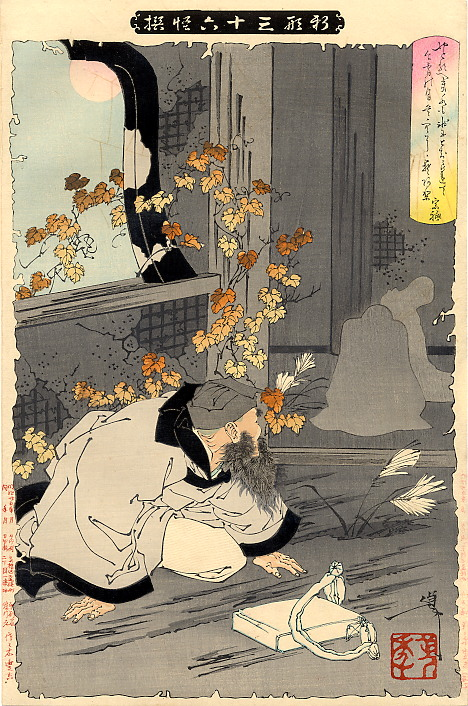
Цукиока Ёситоси: Соги, пишущий стихи для привидения

Монах дзэн-буддийской школы Риндзай. Жил в храме Сёкоку-дзи в Киото. Его учителями искусства рэнга были поэты Содзэй, Сэндзюн и Синкэй.
Соги — автор трактатов «Мосиогуса» («Тёрокубуми») (яп. 藻塩草（長六文）) и «Адзума мондо» (яп. 吾妻問答, «Беседы в Адзуме», 1470), посвящённых технике рэнга, и путевого дневника «Сиракава кико» (яп. 白河紀行, 1468). В 1471 году получил свод тайных знаний об антологии «Кокинвакасю» от поэта То-но Цунэёри (1401—1484) . В 1473 году поселился в отшельнической хижине в северо-восточной части Киото. Составил личную поэтическую антологию «Васурэгуса» (яп. 萱草, «Трава-забвение») в 1474 году, а также руководил составлением антологии рэнга «Синсэн Цукуба сю» (яп. 新撰菟玖波集, «Новое собрание Цукуба», 1495).
Умер, путешествуя в провинцию Суруга.
Здесь приводятся несколько трёхстиший Соги из рэнга «Три поэта с горы Юнояма» (яп. 湯山三吟百韻), сложенной вместе с поэтами Сёхаку и Сотё 20 октября 1491 года во время пребывания поэтов на горячих источниках Арума у горы Юнояма (провинция Сэтцу).
 * * *

Гомоном сверчков

прельщенный,

выйду из дома…

 * * *

Печально, что птицей

в цветущих ветвях

быть не дано…

 * * *

Среди безымянных

трав и деревьев

нашел свой приют…

 * * *

Из этой глуши

в столицу ведет

заоблачный путь.

 * * *

О, если б не ведало ты

то, что ведает изголовье,

сердце мое!

 * * *

Колокол тихо гудит,

вся на виду деревушка,

ждущая луны.

 * * *

Рукава промерзли,

дождь ночной переждав,

утром пускаюсь в путь.

 * * *

Не сетуй в глуши

на унылые дни —

тающие, как роса.

(Переводы Д. Рагозина)